# Oeneis coriacea
Oeneis coriacea är en fjärilsart som beskrevs av Adalbert Seitz 1908. Oeneis coriacea ingår i släktet Oeneis och familjen praktfjärilar. Inga underarter finns listade i Catalogue of Life.